# Sondra Locke

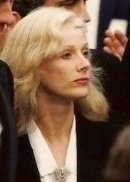
Sondra Locke (1988)

Sondra Locke (* 28. Mai 1944 als Sandra Louise Smith in Shelbyville, Tennessee; † 3. November 2018 in Los Angeles) war eine US-amerikanische Schauspielerin und Regisseurin.

## Leben und Karriere
Locke wuchs in ihrem Geburtsort Shelbyville, Tennessee, auf. Mitte der 1960er Jahre ließ sie ihren Vornamen in Sondra ändern. Von 1967 bis zu ihrem Tod war Locke mit ihrem engen Jugendfreund, dem homosexuellen Bildhauer Gordon Anderson, in einer platonischen Ehe verheiratet. Sie studierte an der Middle Tennessee State University, bevor sie im Rahmen eines von Warner Bros. organisierten Castings 1968 für den Film Das Herz ist ein einsamer Jäger entdeckt wurde. Für ihre Darstellung erhielt sie 1969 eine Nominierung für den Oscar als beste Nebendarstellerin und zwei Nominierungen für jeweils einen Golden Globe als beste Nebendarstellerin und als beste Nachwuchsdarstellerin.
Bekannt wurde Sondra Locke vor allem an der Seite von Clint Eastwood, mit dem sie von 1975 bis 1989 auch liiert war. Die beiden drehten zusammen sechs Filme, darunter Der Texaner (1976) und Dirty Harry kommt zurück (1983). 1986 inszenierte sie mit Ratboy ihren ersten Film. Für ihre schauspielerische Leistung darin wurde sie für die Goldene Himbeere nominiert.
Nach der Trennung von Clint Eastwood strengte Locke eine Unterhaltsklage gegen ihn an. Bestandteil der schließlich erzielten Einigung zwischen den früheren Partnern war außer einer finanziellen Zuwendung ein Vertrag mit dem Studio Warner Bros., für das Locke drei Filme inszenieren sollte. Als es nicht zur Realisierung der Projekte kam, verklagte sie das Studio und erreichte 1999 eine außergerichtliche Einigung über die Zahlung einer nicht veröffentlichten Summe.
1990 wurde bei Locke Brustkrebs diagnostiziert. 1997 veröffentlichte sie ihre Autobiografie The Good, the Bad, and the Very Ugly: A Hollywood Journey. Sie lebte mit ihrem Lebenspartner, einem Chirurgen, in Hollywood. Im Alter von 74 Jahren starb sie an einer Krebserkrankung.

## Filmografie

### Darstellung
- 1968: Das Herz ist ein einsamer Jäger (The Heart Is a Lonely Hunter)
- 1971: Willard
- 1976: Der Texaner (The Outlaw Josey Wales)
- 1977: Der Mann, der niemals aufgibt (The Gauntlet)
- 1978: Der Fluch des Chikara (Wishbone cutter)
- 1978: Der Mann aus San Fernando (Every Which Way But Loose)
- 1980: Bronco Billy
- 1980: Mit Vollgas nach San Fernando (Any Which Way You Can)
- 1983: Dirty Harry kommt zurück (Sudden Impact)
- 1985: Unglaubliche Geschichten (Amazing Stories, Fernsehserie, 1.13 Verliebt in die Kunst)
- 1986: Ratboy
- 2000: Prophet’s Game – Im Netz des Todes (The Prophet’s Game)
- 2017: Ray Meets Helen

### Regie
- 1986: Ratboy
- 1989: Impulse – Von gefährlichen Gefühlen getrieben (Impulse)
- 1993: Der Giftmörder (Death in Small Doses)
- 1997: Boy meets Girl – Liebe ist nicht ungefährlich (Trading Favors)